# Njemen
Njemen (litauiska: Nemunas; belarusiska: Нёман: Njoman, ryska: Неман: Neman; tyska: Memel; polska: Niemen) är en flod i Belarus, Ryssland och Litauen. 
Den är 937 kilometer lång, börjar i Belarus sydväst om Minsk, rinner genom Pripjatträsken och sedan mot väster genom ett sandigt område. Memel vänder sedan vid Hrodna mot norr och korsar den baltiska moränryggen i en smal, slingrande 30–60 meter djup dal. Njemen flyter genom Litauens näst största stad Kaunas. Strax norr om staden vänder den mot väster och bildar vid sin mynning i Kuriska sjön ett omfattande delta, vars sydligaste flodarm är Gilge och dess nordligaste Russ.
Njemen är farbar för större båtar till Kaunas, småbåtar upp till Hrodna.
Före mynningen bildar den under cirka 10 mil gräns mellan Litauen och den ryska Kalinigradexklaven. Avrinningsområdet är 98 200 km² (ungefär dubbelt så stort som Göta älvs). Medelvattenföringen vid mynningen är 616 m³/s.
En biflod till Njemen är Neris, som rinner genom Litauens huvudstad Vilnius. Floderna förenas i Kaunas.
Genom Ahіnskі Kanal (Ogiński-kanalen) är Njemens biflod Szczara förenad med Prypjats biflod Jaselda, genom Friedrichsgraben-kanalen med Pregel.